# S. Uno Forthmeiier

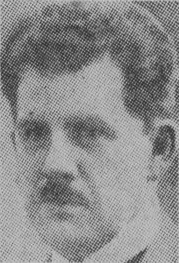
Uno Forthmeiier

Sven Uno Forthmeiier, född 15 mars 1889 i Halmstad, död 5 november 1944 i Helsingborg, var en svensk arkitekt. Han var huvudsakligen verksam i Halmstad och var en av stadens mest framstående arkitekter under första halvan av 1900-talet.
Uno Forthmeiier studerade vid Chalmers i Göteborg 1907–1908 och vid Det Kongelige Danske Kunstakademi i Köpenhamn 1910–1912. Han öppnade 1912 ett eget arkitektkontor i Halmstad och hans första uppdrag blev samma år Halmstads stuveribolags hus  i hamnen. 
Till Forthmeiiers mest kända byggnader i Halmstad hör Schönbeckska huset, Sjömanshuset, Engelbreksskolan och Saluhallen. Han ritade ett flertal hus för egnahemsrörelsen, varav de mest bekanta är hans radhus utmed Laholmsvägen på Öster.
Efter det att han i slutet av 1930-talet började få uppdrag i Helsingborg, flyttade Forthmeiier så småningom dit. Han låg där bland annat bakom Scalabiografen (1937–1938). Han avled i Helsingborg av en hjärnblödning 1944.

## Byggnader i urval
- Halmstads stuveribolags hus, Östra förstaden. Halmstad, 1912
- Kommunalt flerbostadshus, Byggmästaren 24, Timmermansgatan 24, i början av 1920-talet[1]
- Schönbeckska huset, Lilla Torg, Halmstad, 1923
- Sjömanshuset, Bredgatan, Östra förstaden. Halmstad, 1925
- Sturegymnasiet, tidigare Engelbrektsskolan, Halmstad, 1926
- Radhus utmed Laholmsvägen, Halmstad
- Hallandspostens hus, Klammerdammsgatan, Halmstad, 1928
- Centrum/Epa, Stora torg, Halmstad, 1932.[2]
- Halmstads saluhall, Karl XI:s väg, Halmstad, 1933
- Tillbyggnad av Västra folkskolan, Halmstad, 1940

## Bildgalleri

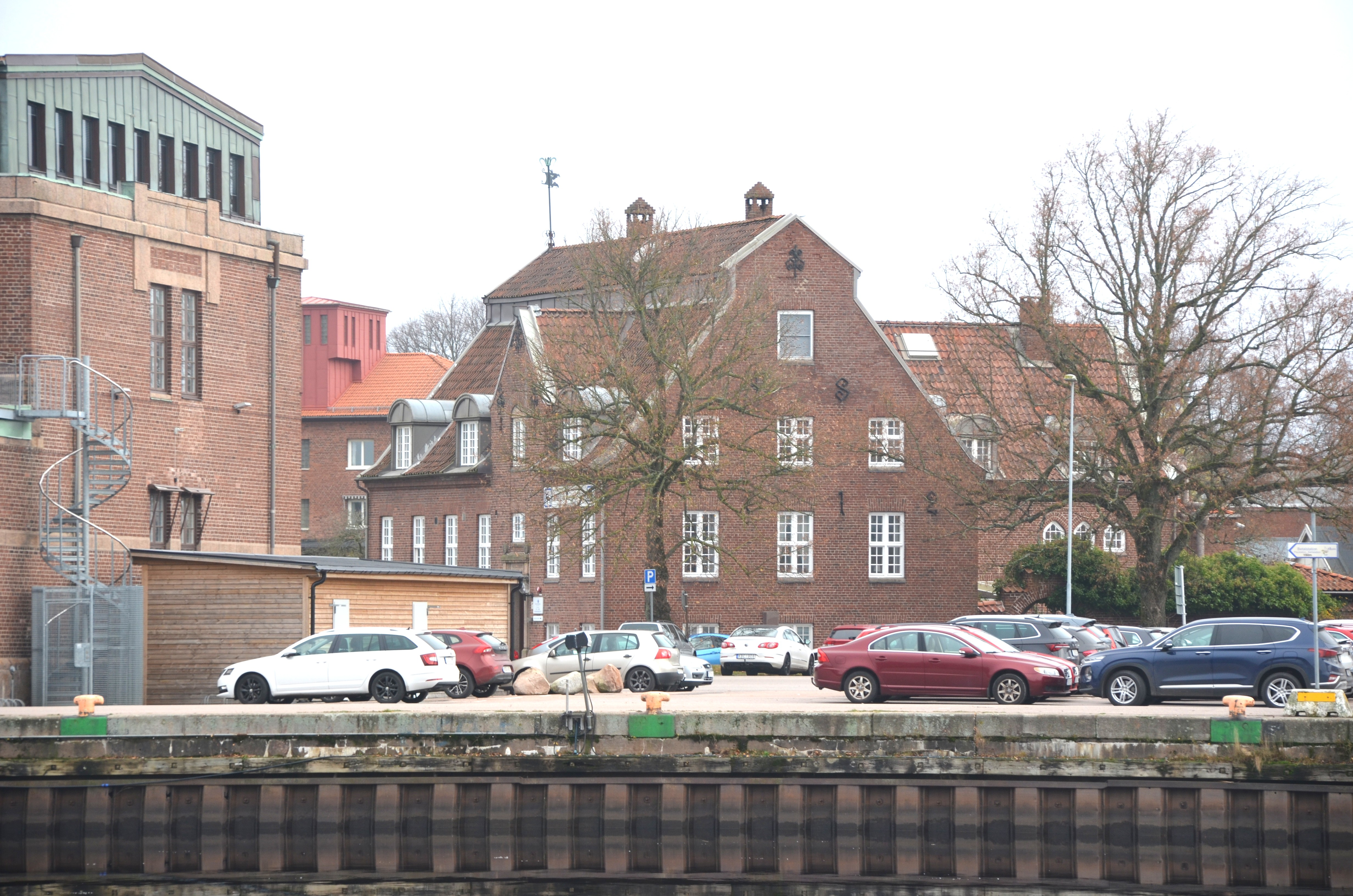
Halmstads stuveribolags hus
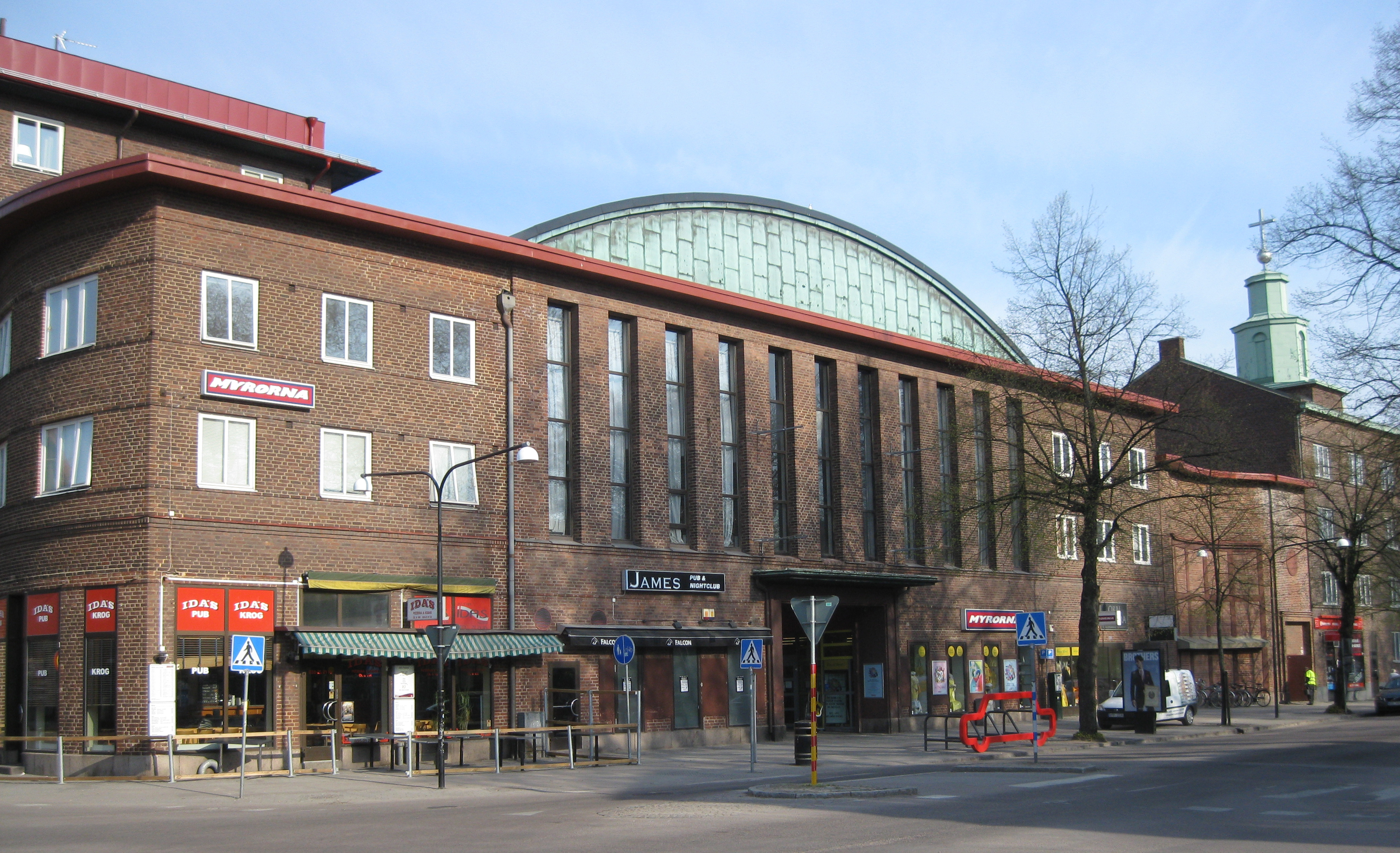
Saluhallen. Tills höger syns Baptistkyrkan i Halmstad.
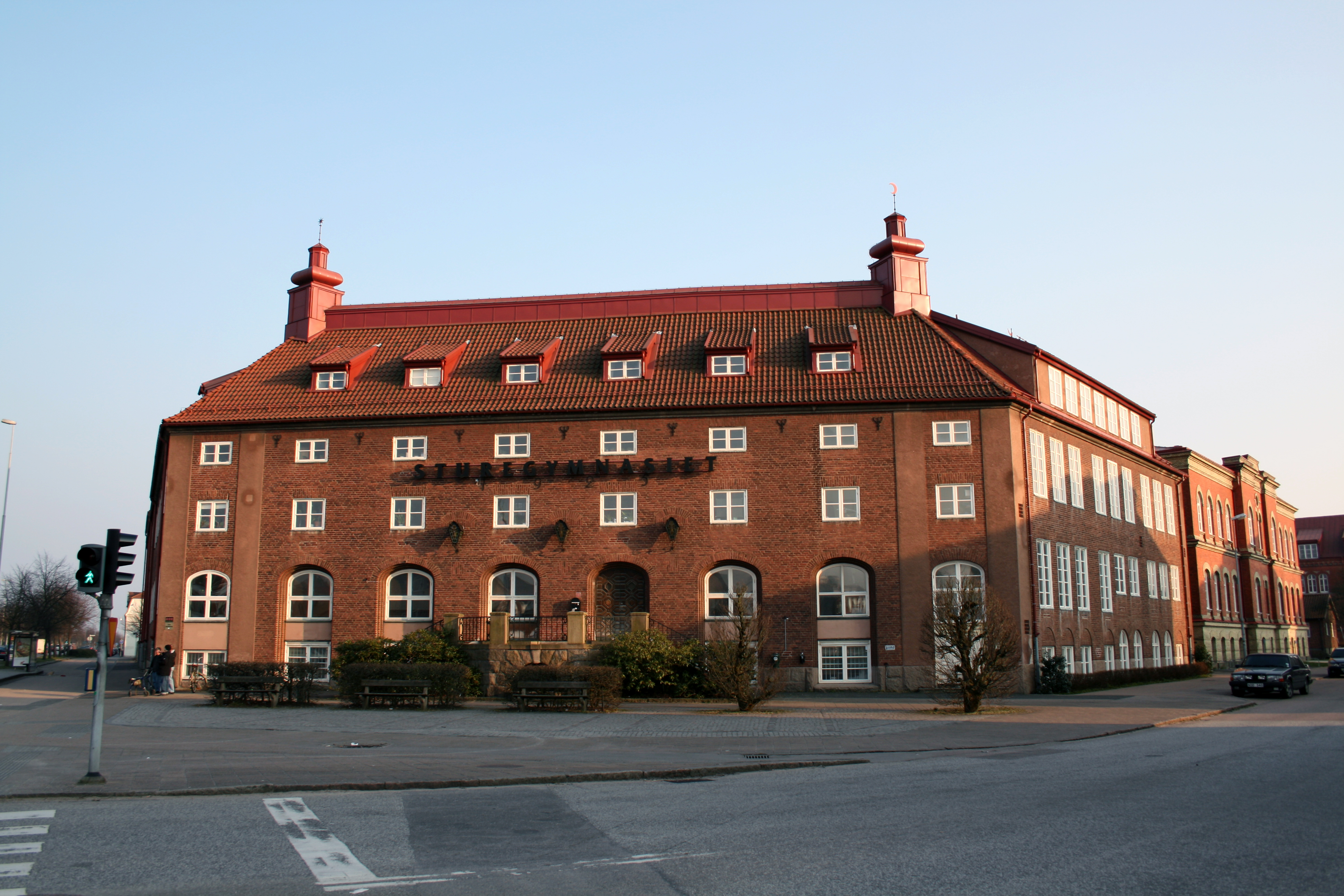
Sturegymnasiet
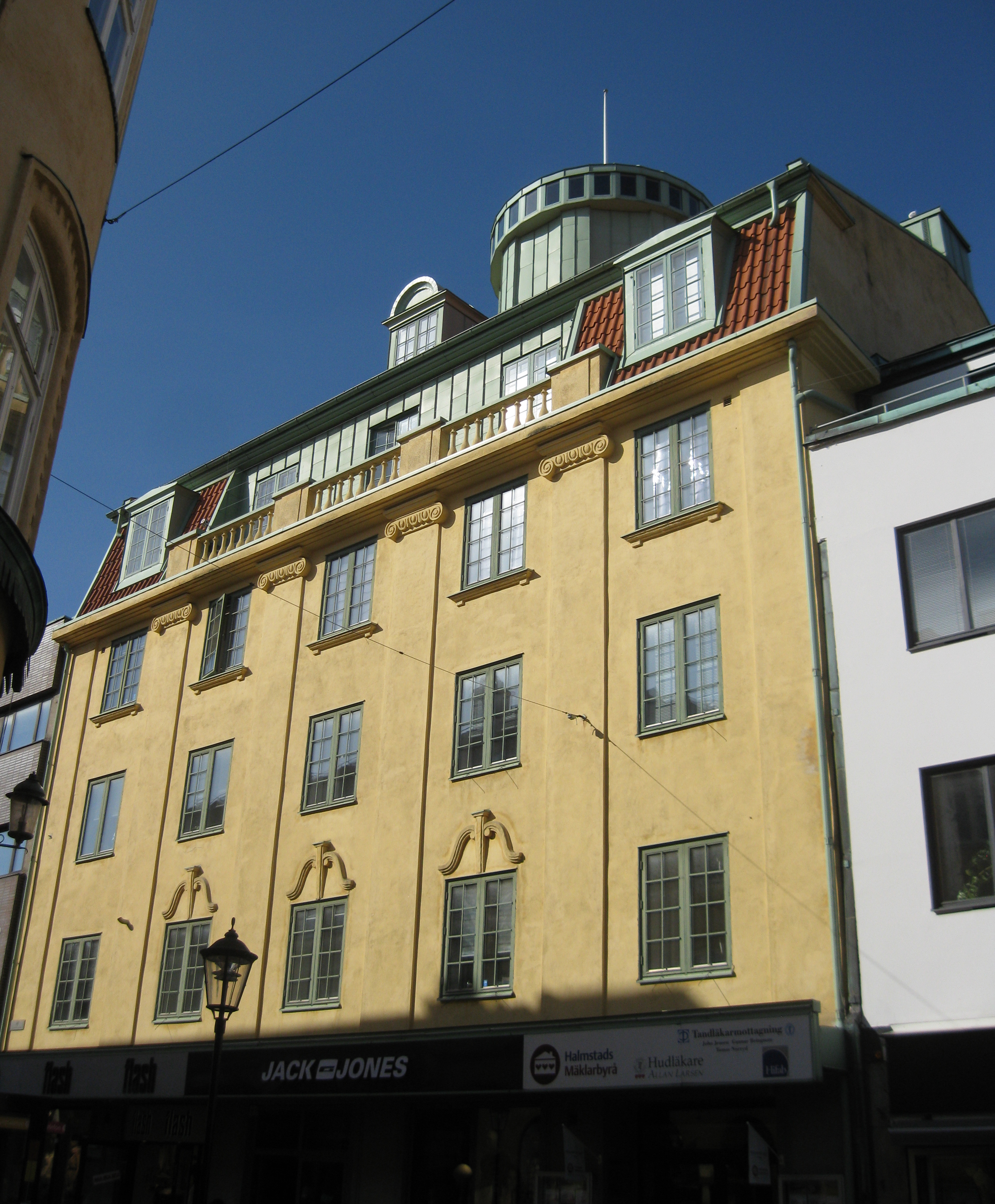
Hallandspostens hus
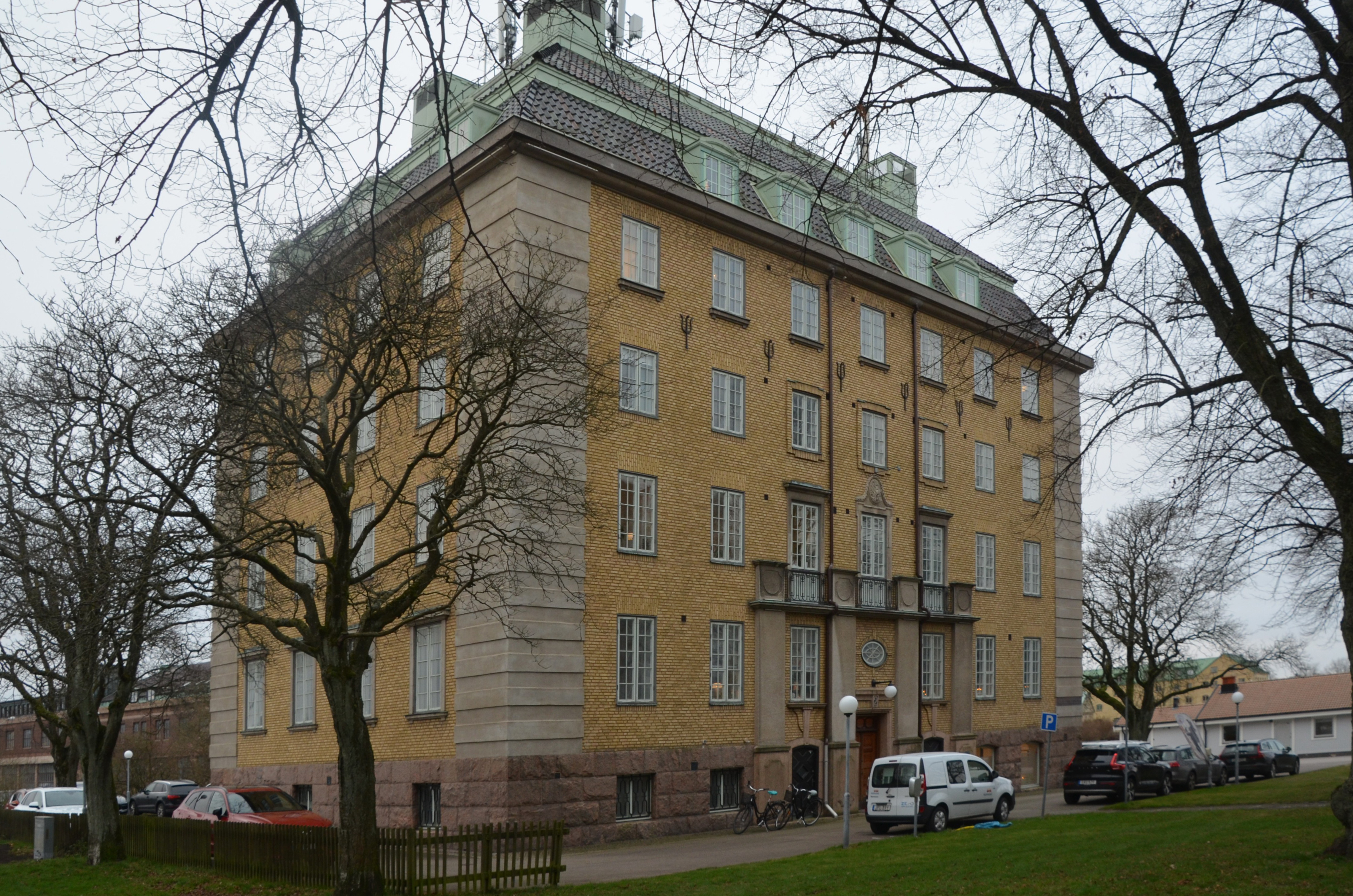
Sjömanshuset, Halmstad
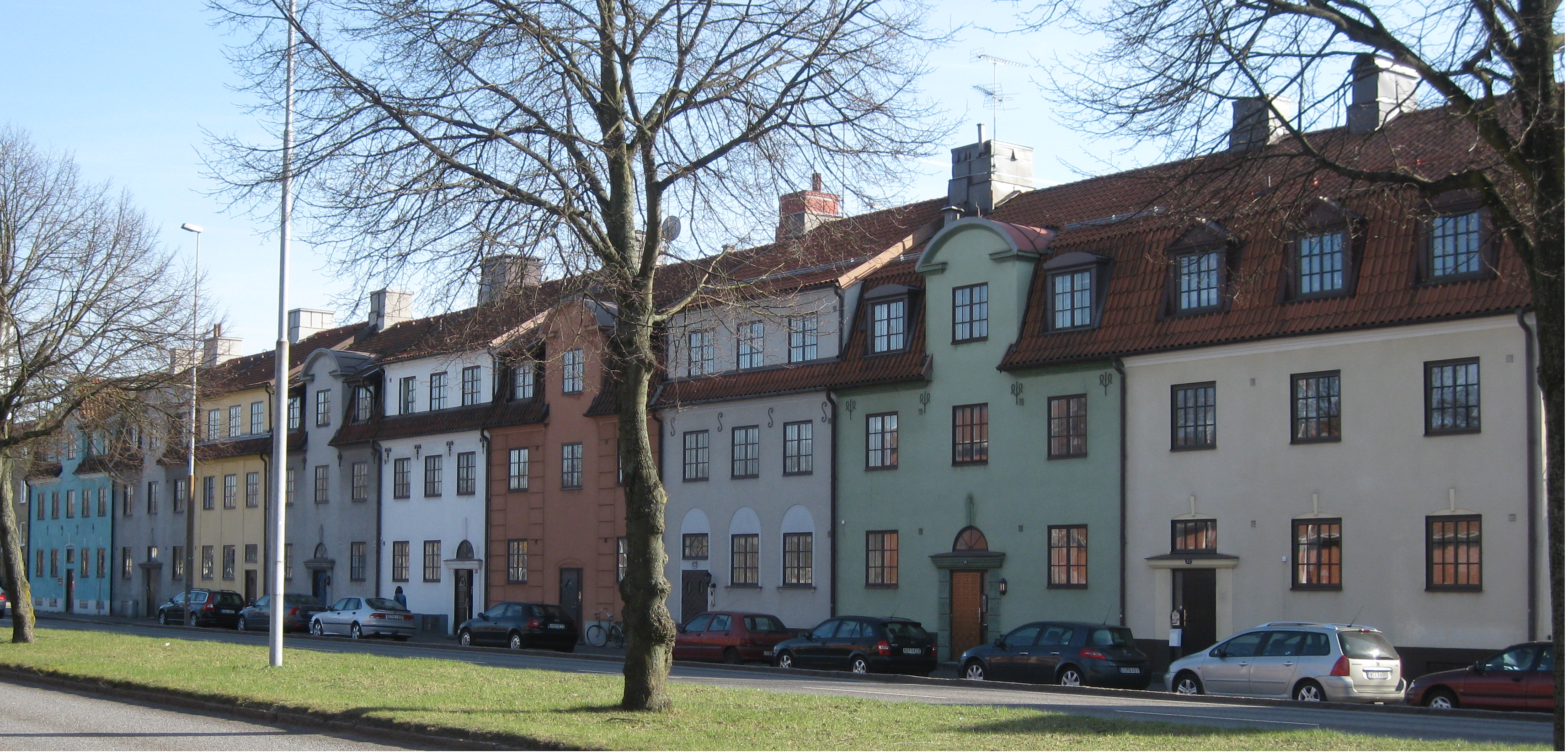
Egnahemshusen längs Laholmsvägen